# Mezinárodní smlouva

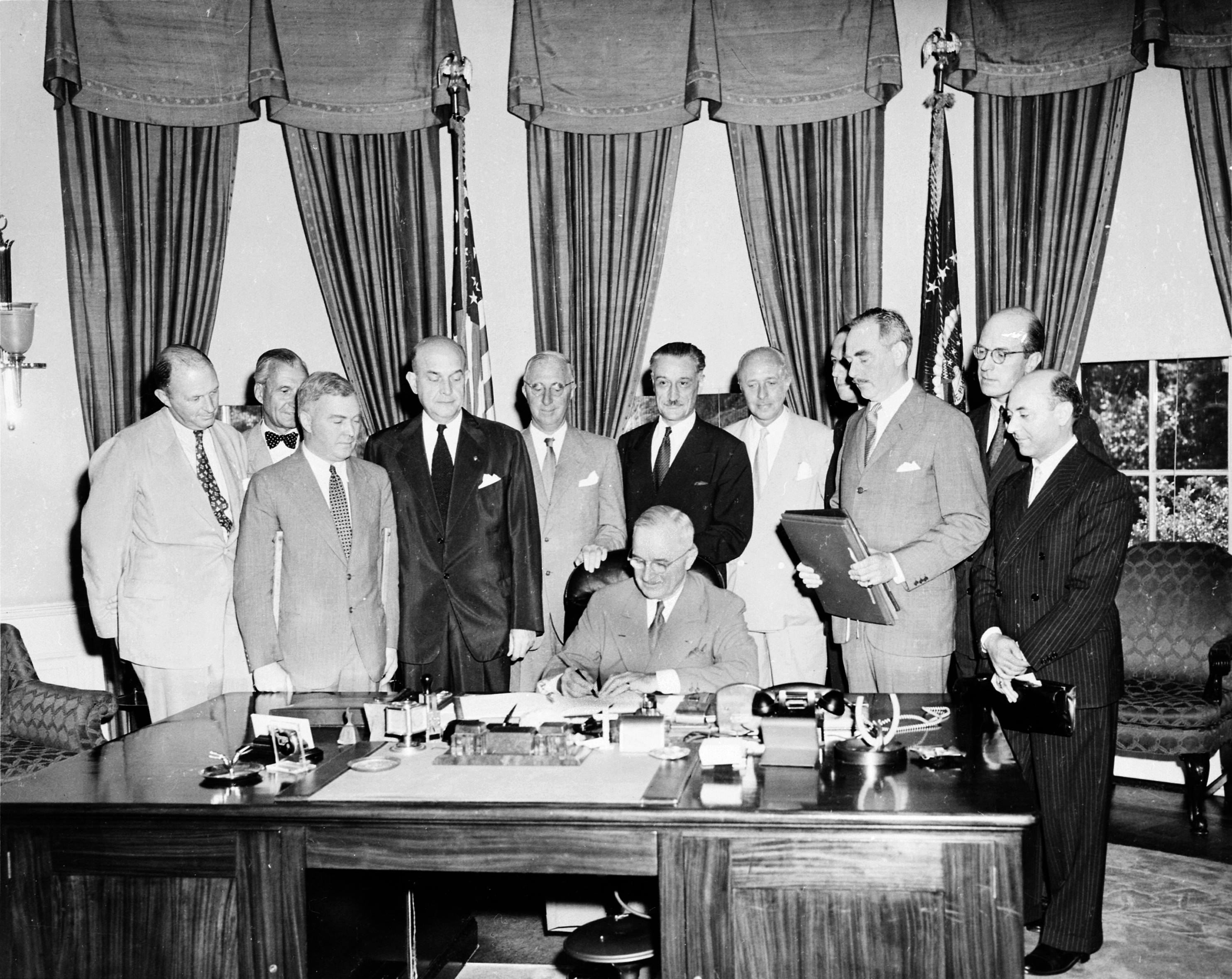
Americký prezident Harry S. Truman podepisuje smlouvu o založení Severoatlantické aliance

Mezinárodní smlouva je jedním z hlavních pramenů mezinárodního práva. Zakládají se jí, mění nebo ruší vzájemná práva a povinnosti smluvních stran jako subjektů mezinárodního práva, tedy nejčastěji států. V praxi se kromě označení smlouva vyskytují i názvy jako úmluva, konvence, protokol, pakt, statut, charta nebo dohoda, to však z hlediska mezinárodněprávních účinků nemá žádný význam. Od mezinárodních smluv je však třeba odlišit tzv. gentlemanské dohody, které sice může uzavřít představitel státu, ale pouze za svou osobu, stát jako takový tím neváže, a také čistě politická ujednání, které se sice mohou nazývat obdobně, ale strany je dohodly s úmyslem jim mezinárodněprávní účinky nepřiznat (např. Jaltská dohoda nebo Postupimská dohoda z roku 1945).
Svým významem mezinárodní smlouvy postupně překonaly mezinárodní obyčeje, protože řadu z nich nahradily. Např. ty, které se týkaly právě mezinárodních smluv, byly kodifikovány a doplněny do Vídeňské úmluvy o smluvním právu z roku 1969. Tato úmluva se však vztahuje jen na mezinárodní smlouvy uzavřené písemnou formou, mezinárodní smlouvy sjednané v jiné formě se nadále řídí mezinárodním obyčejovým právem. Další pravidla obsahují Vídeňská úmluva o smluvním právu mezinárodních organizací z roku 1986 nebo Vídeňská úmluva o sukcesi států ve vztahu ke smlouvám z roku 1978. Česká republika byla k roku 1999 vázána 2065 dvoustrannými a 901 mnohostrannými mezinárodními smlouvami. Od roku 2000 jsou publikovány ve Sbírce mezinárodních smluv.

## Dělení mezinárodních smluv
Mezinárodní smlouvy jsou nejčastěji písemné, nevylučují se ale ani ústní. Je-li mezinárodní smlouva písemná, což je pravidlem, může být na jednom, dvou, nebo vícero dokumentech. Bilaterální jsou smlouvy mezi dvěma stranami, vícestranné, které se blíží dvoustranným, se označují jako plurilaterální a skutečně mnohostranné jako smlouvy multilaterální (vícestranné se začaly objevovat až po Vídeňském kongresu v roce 1815, např. Vestfálský mír z roku 1648 byl ještě založen na vícero obsahově stejných dvoustranných dohodách mezi dříve válčícími státy). Část mezinárodních smluv je otevřena pro přístup dalších subjektů, je-li přístup vázán na souhlas dosavadních smluvních stran nebo jinou podmínku, jde o smlouvy polootevřené či polouzavřené, zavřené jsou pak ty, k nimž již nikdo přistoupit nemůže. Někdy může být smlouva, příp. jen její dodatky tajné, což znamená, že o nich veřejnost nemá být informována. Lze je uzavírat na kratší (do jednoho roku) nebo delší časové období, případně na neomezenou dobu. Jestliže je uzavřena preliminární smlouva, jde o smlouvu dočasnou, která je později nahrazena definitivní.
V praxi se pak dělí na tři základní typy, v České republice jsou takto stanoveny rozhodnutím prezidenta republiky z roku 1993:
1. prezidentské – o nejzávažnějších politických otázkách[pozn 1], sjednává je prezident republiky a k ratifikaci je často zapotřebí souhlasu parlamentu
2. vládní – obecné smlouvy, sjednává je předseda vlády nebo jím pověřený člen vlády
3. rezortní – o otázkách spadajících do kompetence určitého ministerstva nebo jiného ústředního orgánu státní správy, sjednává je proto příslušný ministr nebo vedoucí úřadu

## Přijetí smlouvy
Pravomoc určitého subjektu sjednat mezinárodní smlouvu zakládá u každého státu jeho vnitrostátní právo, zejména ústava, jestliže by však hlava státu, vláda nebo ministr zahraničních věcí své pravomoci na mezinárodním poli překročili (jednali by ultra vires), vedlo by to k neplatnosti smlouvy jen tehdy, pokud by takové překročení bylo objektivně zřejmé (např. přijetí Mnichovské dohody z roku 1938 československou vládou bylo neplatné mj. z toho důvodu, že k odstoupení části státního území bylo zapotřebí souhlasu parlamentu ve formě ústavního zákona). Smlouvy se tradičně člení na:
- slavnostní preambuli, obsahující označení smluvních stran, důvod smlouvy a ověření plných mocí těch, kdož jsou pověřeni sjednáním smlouvy,
- vlastní text smlouvy členěný do článků, odstavců, pododstavců apod., a
- protokolární články, které upravují dobu účinnosti smlouvy, možnosti prodloužení nebo výpovědi, případné výhrady některé ze stran, jimiž si lze vymínit, že určité ustanovení dané smlouvy vůči ní neplatí, nebo způsob řešení sporů a další důležité okolnosti pro právní život smlouvy.

Tento text je uzavřen datem a místem sjednání smlouvy, mohou pak ale ještě následovat přílohy smlouvy, které se někdy označují jako protokoly či dodatkové články. Jazyk smlouvy závisí zcela na vůli smluvních stran, multilaterální smlouvy se však pravidelně sjednávají ve více světových jazycích, přičemž každá taková jazyková verze není překladem, ale je verzí oficiální. Sjednání smlouvy je zakončeno autentifikací, schválením dojednaného textu, jeho definitivním uzavřením, což se sice provádí především jejím podpisem, ale ten ještě automaticky neznamená také navíc definitivní souhlas dané smluvní strany být smlouvou vázána. Definitivní přijetí smlouvy (akceptace) může být tímto podpisem na místě vyjádřeno jen tehdy, jestliže se na tom strany ve smlouvě předem dohodly. Obvyklejším způsobem u významných mezinárodních smluv je ratifikace, slavnostní schválení smlouvy, obvykle ve formě podpisu příslušné ratifikační listiny, který provádí hlava státu. Ratifikace se provádí až později, neboť většinou je nejdříve zapotřebí k ní získat souhlas v parlamentu nebo referendem. Zjednodušenou obdobou ratifikace je u vládních a rezortních smluv schválení (aprobace, konfirmace). Jestliže k už sjednané smlouvě přistupuje nová strana, může tak učinit akcesí, bezvýhradným přistoupením, nebo adhezí, přistoupením jen k některým částem smlouvy. Tento závazný projev státu se dokončuje tím, že se příslušné ratifikační nebo jiné akceptační listiny vymění mezi smluvními stranami, případně se uloží u depozitáře, který chrání originál smlouvy a registruje ji v sekretariátu OSN.

## Platnost a účinnost smlouvy
Není-li počátek platnosti mezinárodní smlouvy výslovně dohodnut, stane se tak v okamžiku, kdy svůj definitivní souhlas vyjádří všechny smluvní strany. Ještě před svým vstupem v platnost ale může být prozatímně prováděna, a to i jen zčásti, jestliže se tak strany dohodnou, třeba na základě dodatkových protokolů nebo výměny nót. Od platnosti smlouvy, tedy od stavu, kdy je mezi smluvními stranami vytvořen jistý právní vztah, je třeba odlišovat její účinnost, právní nutnost podle smlouvy postupovat. Tyto dva okamžiky zpravidla nastávají zároveň, někdy však smlouva začíná být účinná vzhledem k nutnosti přípravy později. Během platnosti smlouvy je možné ji načas suspendovat, odložit účinnost, v případě válečného konfliktu k tomu dochází automaticky u smluv mírových, regulujících právní vztahy mezi stranami, které jsou podmíněny mírovým stavem. Účinnost smlouvy je také možné územně omezit, obvykle je však prováděna na celém území, které podléhá suverénní moci smluvních stran (v USA je někdy využívána tzv. federální klauzule, která podmiňuje výkon smlouvy na území některého ze států unie jeho souhlasem; obdobně byla dříve u koloniálních mocností využívána tzv. koloniální klauzule). Aby měly smluvní strany větší jistotu, že všichni budou smlouvu skutečně plnit, lze v ní dohodnout záruky, např. dohled třetí strany, zřízení kontrolních orgánů u povinného státu, zastavení některých jeho státních příjmů, jako je např. příjem ze státních monopolů, nebo dokonce i okupace části jeho území. Nastane-li spor o interpretaci smlouvy a nepodaří-li se jej urovnat mezi stranami, je možné věc předložit rozhodčímu orgánu, který jej rozhodne. Není-li ve smlouvě takový postup dohodnut a určen rozhodce, může jím být vždy Mezinárodní soudní dvůr.
Platnou smlouvu lze kdykoli na základě dohody všech smluvních stran v jednotlivostech změnit či rozsáhle revidovat, a to dokonce i mlčky, akceptováním nového právního pravidla, které některá ze stran v naplňování smlouvy zavede. Dohodou (prorogací) lze vždy dobu platnosti prodloužit, stejně jako např. výměnou nót mezi zúčastněnými stranami se ujistit, že platnosti ještě nepozbyla. Není-li však doba platnosti smlouvy dohodnuta ani není výslovně stanoveno, že se uzavírá na dobu neurčitou, je někdy obtížné určit, zda ji lze v rozumné lhůtě vypovědět, nebo má být trvale platná. Tak tomu bude zejména tehdy, je-li smlouvou založena nějaká mezinárodní organizace. Výpověď je jedním z důvodů ukončení platnosti dvoustranné smlouvy, jde-li o smlouvu vícestrannou, označuje se tento způsob jako vystoupení ze smlouvy (jestliže by takto postupovaly všechny strany, šlo by o dohodu). Smlouva může také zaniknout uplynutím sjednaného času, splněním, byla-li omezena na určitý účel, naplněním dohodnuté rozvazovací podmínky, fyzickou nemožností plnění, podstatnou změnou okolností, která má za následek radikální změnu v právních poměrech stran (obyčejové pravidlo rebus sic stantibus; neuplatní se však u dohod o státních hranicích), anebo v některých případech i trvalým vyjitím z užívání (desuetudo).
Nicméně pro platnost na území státu je běžné nutno každou mezinárodní smlouvu přenést do vnitrostátního práva. Tkzv: transformace.